# Bezděčí u Trnávky
Obec Bezděčí u Trnávky (německy Mitterdorf) se nachází ve východní části okresu Svitavy na pomezí Boskovické brázdy a Zábřežské vrchoviny. Žije zde 183 obyvatel. V převážné většině je zachována původní zástavba.

## Název
V nejstarším písemném dokladu z roku 1258 je vesnice uvedena pod německým jménem Mitterdorf ("Prostřední ves"), které vyjadřovalo její polohu mezi Unerázkou a Vrážným. České jméno v podobách Bezděčí a Bezděčín je poprvé doloženo z roku 1408. Původní podoba tohoto jména byla Bezděč (v mužském rodě) a byla odvozena od osobního jména Bezděk. Význam jména byl "Bezděkův majetek". Přívlastek u Trnávky (na odlišení od Bezděčí u Velkých Opatovic) byl připojen v roce 1925.

## Historie
Obec byla založena v 11. století, první písemná zmínka o Bezděčí pochází z listiny z roku 1258, stejně jako její místní části Unerázky (dříve Uneracz).
Od 1. ledna 1976 do 31. prosince 1991 byla vesnice součástí obce Městečko Trnávka a od 1. ledna 1992 se stala samostatnou obcí.

## Osobnosti
- František Wenzl (1889–1942), rodák z Unerázky, československý politik a poslanec Národního shromáždění
- Jaroslav Friedl (1914–1992), příslušník 311. československé bombardovací perutě RAF

## Společnost
V obci se udržují velikonoční obyčeje, a to včetně takzvaného hrkání. Dále pálení čarodějnic a Mikuláš. Mezi vyhlášenou místní tradici patří Kácení máje, které se koná vždy poslední sobotu v květnu a sejde se na něm 800 až 1200 lidí. Mezi nové tradice patří od roku 1999 pořádání prázdninového odpoledne pro děti. Akce se koná vždy poslední sobotu v srpnu. Na návsi v Bezděčí se konají prázdninové turnaje v nohejbalu. Už počtvrté proběhla s velkým úspěchem akce Zpívání pod vánočním stromem.

### Spolky
Ve spolkové činnosti má největší základnu a tradici Sbor dobrovolných hasičů, který vznikl v roce 1900. Má celkem 58 členů. Další důležitou složkou v obci je Myslivecké sdružení "Čihadlo" s 21 členy, které vzniklo v roce 1993. Členové v tomto sdružení jsou i z okolních vesnic jako je Stará Roveň, Chornice, Vrážné, a Městečko Trnávka. Obě výše zmíněné organizace každoročně zajišťují kácení máje. V obci mají své zastoupení i včelaři, kteří patří pod organizaci ve Vranové Lhotě. Dalším spolkem je Klub důchodců, který je staršími občany hojně navštěvován.

### SDH
Sbor dobrovolných hasičů v Bezděčí u Trnávky byl založen v roce 1900. Jeho prvním jednatelem byl učitel Karel Kraus, starostou Leopold Koukal a náčelníkem Mořic Kopřiva.V roce založení sboru byla nová dvouproudová ruční stříkačka. O ruční pohon se muselo starat nejméně osm mužů. Její proud dosáhl do výše dvacet metrů (až na vrchol zvonice). V roce 1924 byla postavena zděná budova hasičské zbrojnice. V roce 1977 se změnil celý vzhled budovy. Část byla přestavěna na klubovnu. V lednu 1942 byla zakoupena nová motorová stříkačka od firmy Sigmund z Lutína a 60 metrů hadic, vše v ceně 24 000 korun. Nákup stříkačky byl hrazen z pokladny spolku a darů od Družstevního mlýna a pekárny v Plechtinci.
Hasiče reprezentují na soutěžích družstva mužů a žen. Hlavním úkolem našich družstev je účast na soutěžích okrsku Městečko Trnávka. Naše činnost se neomezuje jen na akce související s požární ochranou.Již tradičně pořádají mladí hasiči "Pálení čarodějnic" za hojné účasti dětí i ostatních občanů. Hlavní kulturní akcí je "Kácení máje", které organizují hasiči společně s myslivci. Na ukončení školních prázdnin pořádáme společně s obecním úřadem "Dětský den" plný her a soutěží.

## Pamětihodnosti
- zvonice z roku 1856-kulturní památka
- lidová architektura
- výletiště

## Části obce
- Bezděčí u Trnávky
- Unerázka

## Přírodní poměry
Západně od obce protéká říčka Jevíčka, která je pravostranným přítokem Třebůvky.

## Galerie

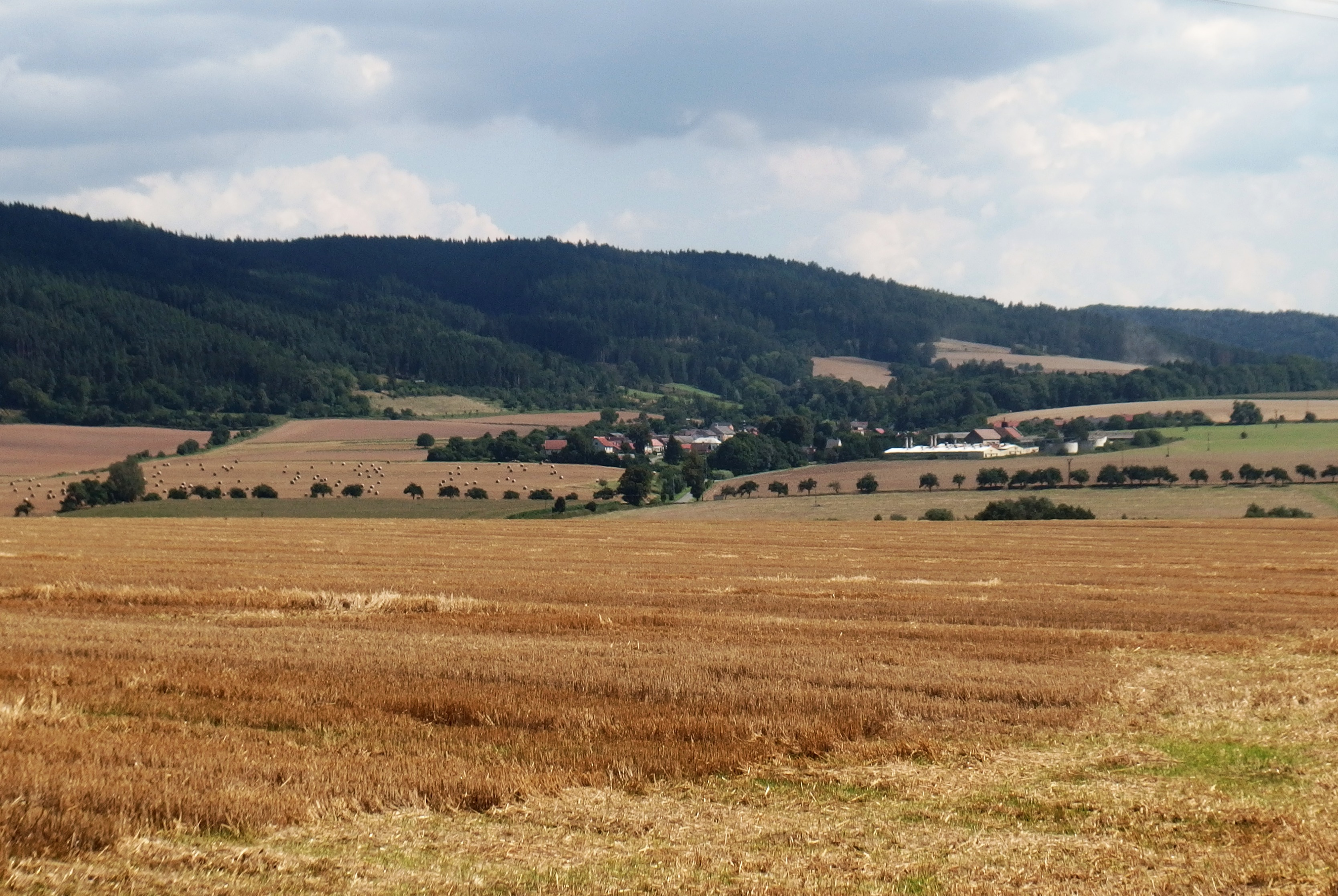
Celkový pohled
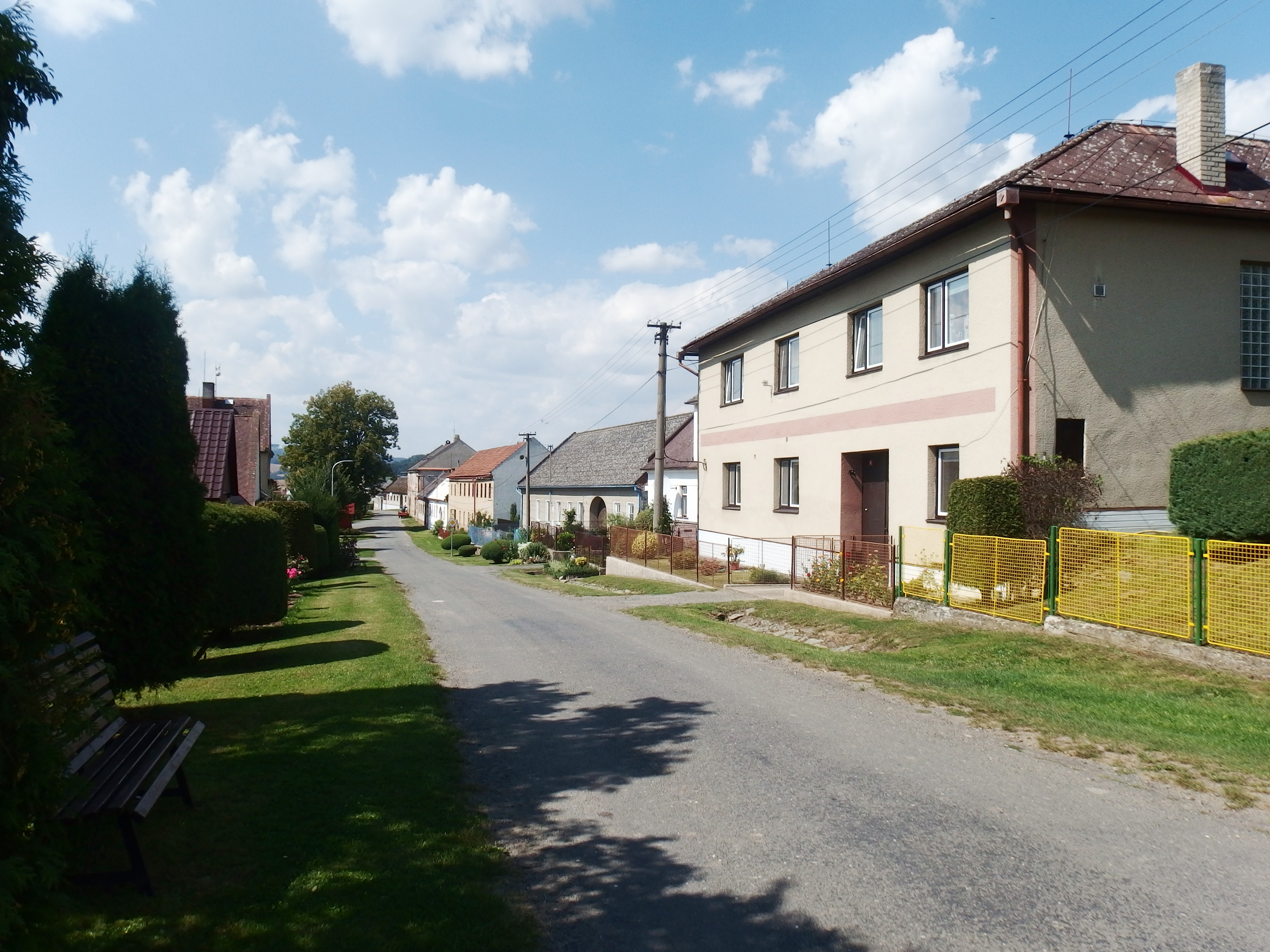
Svažitá hlavní ulice, pohled od obecního úřadu k návsi
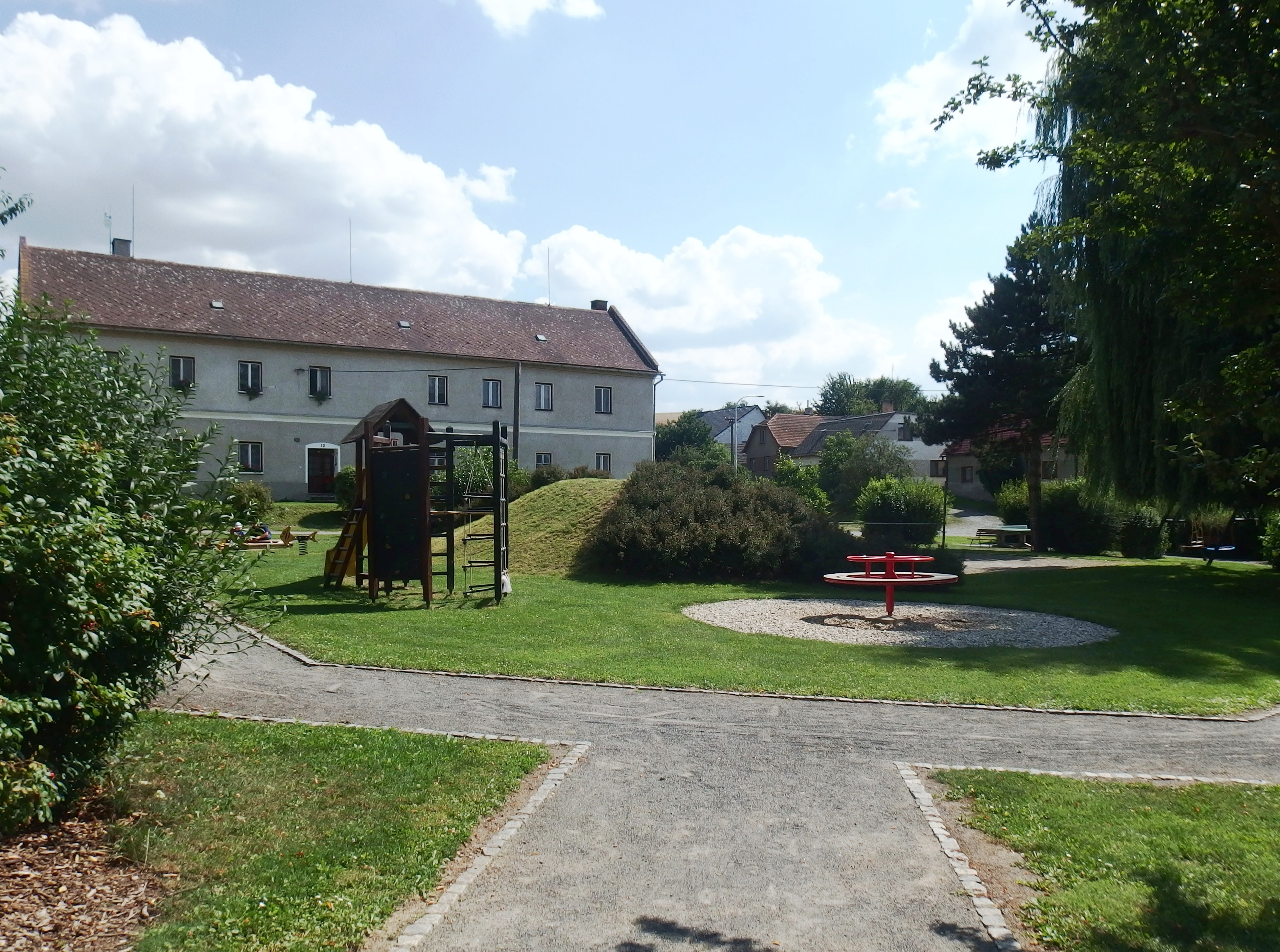
Upravená náves s dětským hřištěm
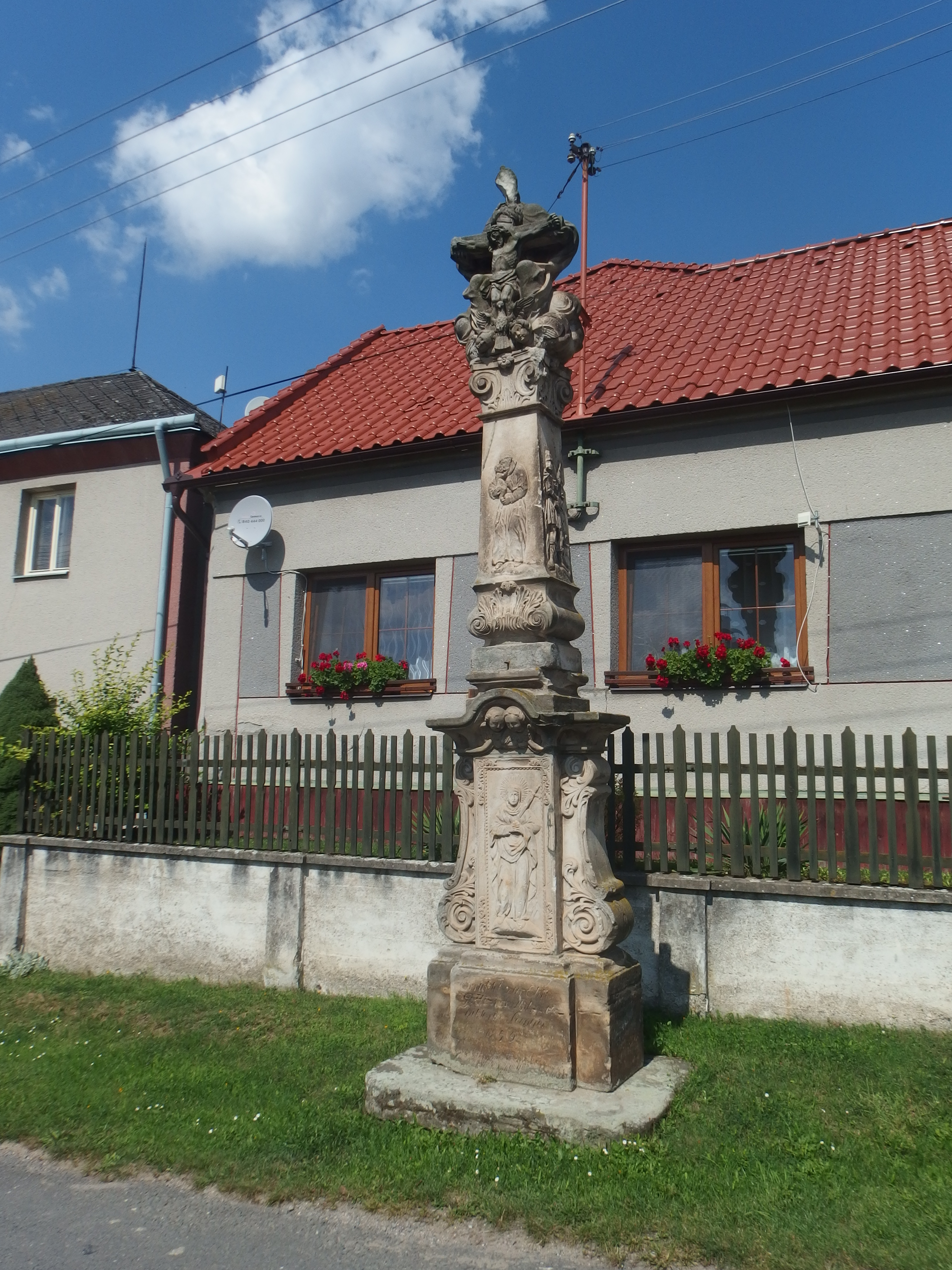
Socha Nejsvětější Trojice s německým nápisem na podstavci, datovaná 1849